# 上关街道
上关街道，原名上关乡，是中华人民共和国湖南省永州市道县下辖的一个乡镇级行政单位。

## 行政区划
上关乡下辖以下地区：
七里岗村、白石岩村、上关村、水南村、湘源村、虎子岩村、郑家村、向阳村、龙江桥村、东方村、丁塘村、莲塘村、东源村、车岗村、石门村、坝子塘村、董家冲村、鹿家村和宝塔村。